# Agence tunisienne d'Internet
Pour les articles homonymes, voir ATI (homonymie).

Logo de l'ATI.

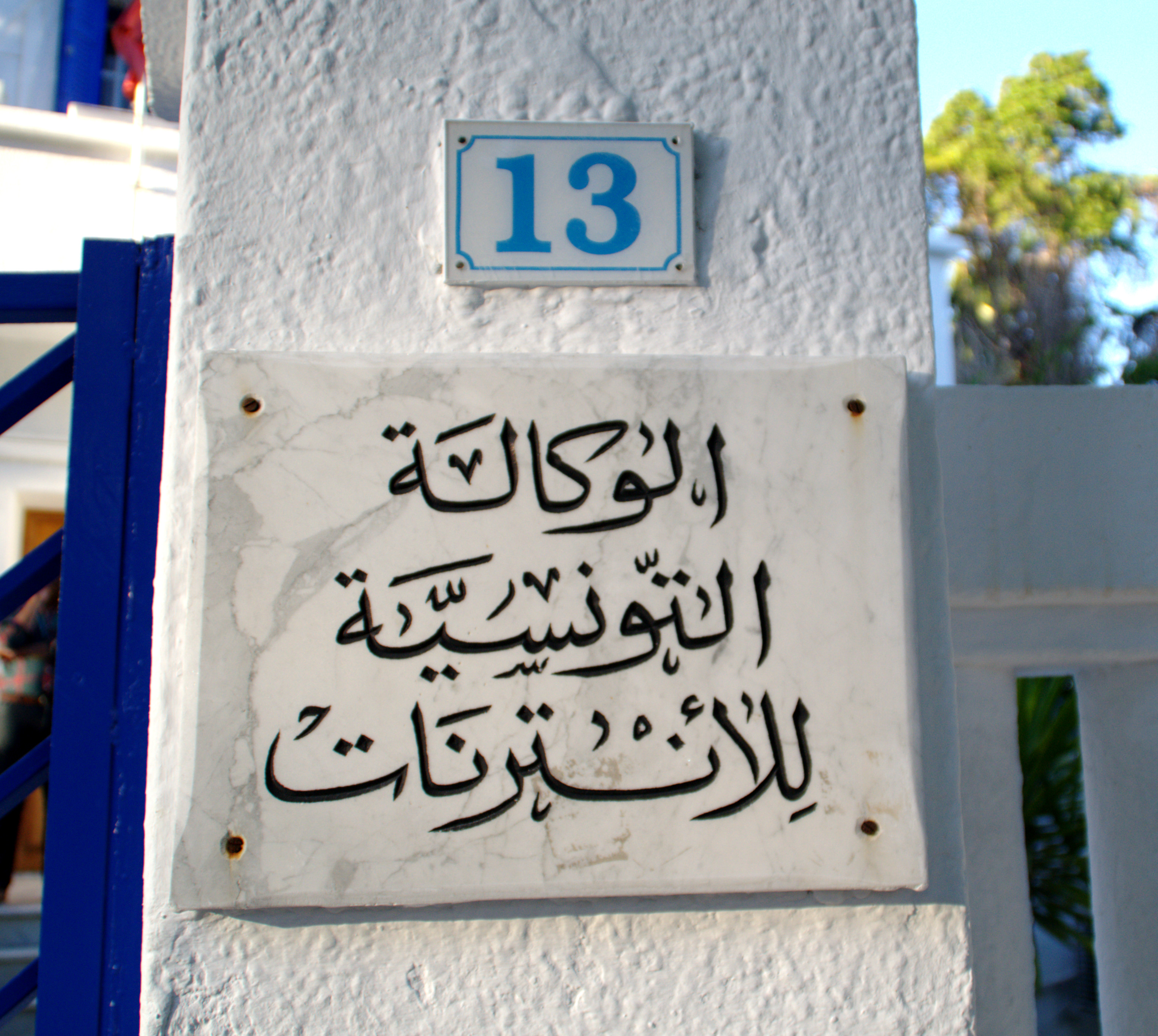
Plaque à l'entrée de l'ATI.

L'Agence tunisienne d'Internet (arabe : الوكالة التونسية للأنترنات) ou ATI, créée le 12 mars 1996, est le principal fournisseur d'accès à Internet public de Tunisie. Entreprise publique ayant la forme juridique d'une société anonyme, elle a pour mission de promouvoir Internet dans le pays.

## Fonctions
L'ATI assure la fonction principale du point d'échange TunIXP, permettant l'interconnexion des fournisseurs de services Internet (FSI) entre eux et à l'international, ainsi que le service de gestion des passerelles de messagerie internet pour les FSI, l'adressage IP en Tunisie, ainsi que la promotion du contenu à travers la promotion des noms de domaine nationaux.
Hormis les FSI publics, comme Tunisie Télécom, les cinq fournisseurs privés, à savoir Orange Tunisie Internet, GlobalNet, HexaByte, Tunet et Topnet, dépendent d'elle pour la gestion du réseau jusqu'au 11 janvier 2013.

## Direction

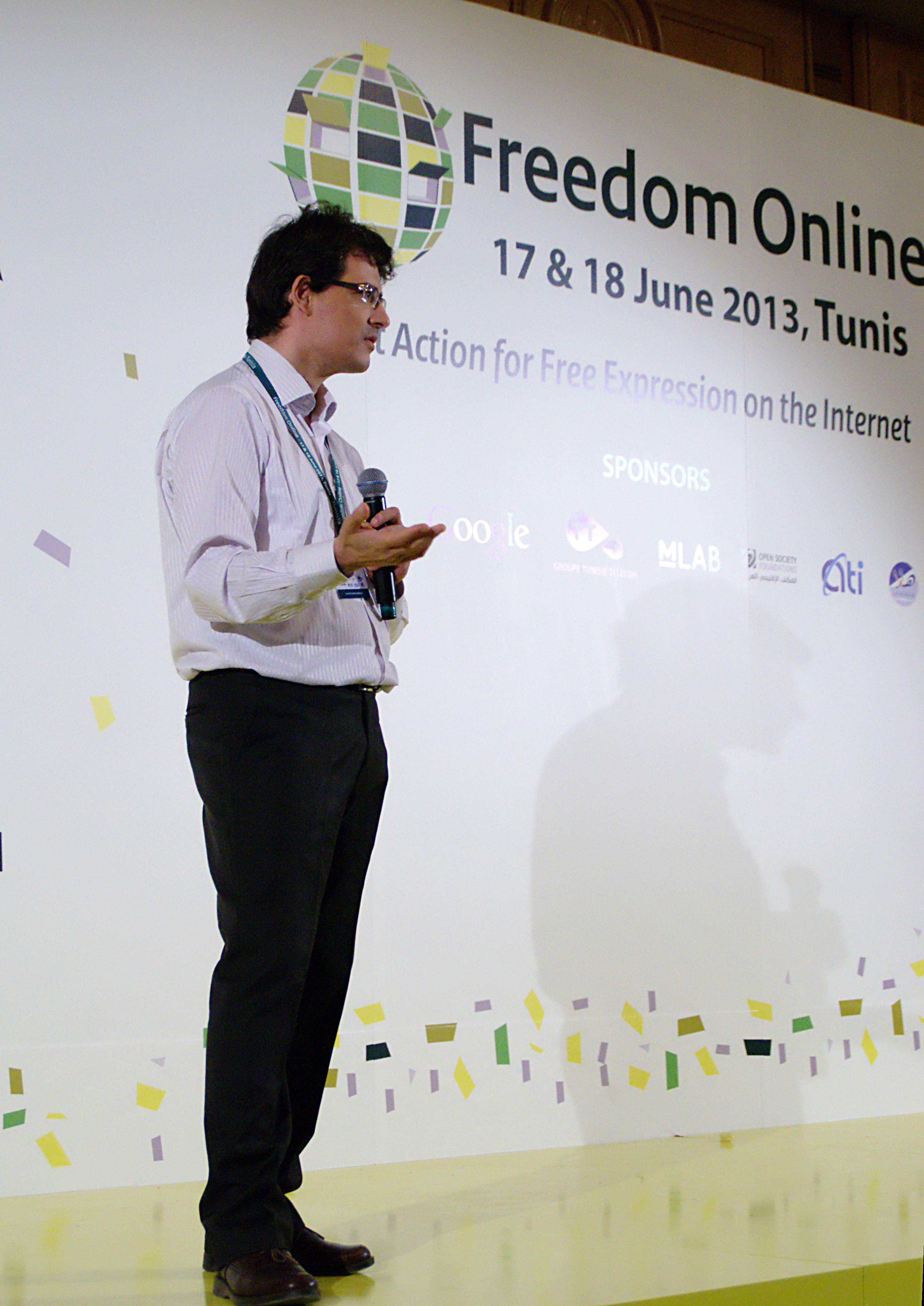
Moez Chakchouk, directeur de l'ATI de 2011 à 2015.

Depuis sa création, l'ATI est successivement dirigée par :
- 1996-1997 : Dhafrallah Mhiri
- 1997-1999 : Abdelmajid Mhiri
- 1999-2001 : Khédija Ghariani
- 2001-février 2005 : Fériel Béji
- février 2005-août 2007 : Adel Gaâloul
- septembre 2007-janvier 2008 : Lamia Chafei Seghaier
- janvier 2008-février 2011 : Kamel Saâdaoui
- février 2011-juillet 2015 : Moez Chakchouk[2]
- juillet 2015-août 2018 : Jawher Ferjaoui[3]
- depuis août 2018 : Moez Maaref[4]

## Censure
Sous le régime de Zine el-Abidine Ben Ali, la Tunisie a procédé à des censures de sites web sur le réseau tunisien. Dans le numéro de Jeune Afrique paru le 27 juin 2004, Fériel Béji répond aux accusations de censure en déclarant que « certaines voix calomnient la Tunisie en disant qu'Internet y serait censuré. La vérité, c'est que nous souhaitons une bonne utilisation du réseau, pour que cet outil serve réellement au peuple ».
Après la chute du président Zine el-Abidine Ben Ali à la suite de la révolution tunisienne de 2011, l'ATI affirme que la censure a été l'œuvre d'« équipes qui n'ont aucune relation avec l'ATI ». Elle revendique alors un changement radical dans ses missions et sa communication, et d'être devenue un fervent défenseur de la liberté d'expression ainsi que de la neutralité d'Internet et s'opposant fermement à toute tentative de retour vers le passé. Elle reçoit le 27 janvier 2013 le prix de l'organisme public le plus transparent par le groupe OpenGovTn.